# Cactus ceratocentrus
Cactus ceratocentrus là một loài thực vật có hoa trong họ Cactaceae. Loài này được (Bergman) Kuntze mô tả khoa học đầu tiên năm 1891.